# Estación de Pinar Grande
Pinar Grande fue un apartadero y cargadero ferroviario de la línea férrea Santander-Mediterráneo, situado en el municipio español de Soria. En la actualidad las instalaciones se encuentran abandonadas y en pésimo estado de conservación.

## Historia
La estación se encontraba situada en el punto kilómetro 140,78 de la línea Santander-Mediterráneo, a 1163,23 metros de altitud.
Entró en servicio con la inauguración del tramo Cabezón de la Sierra-Soria, en enero de 1929. Dicha estación fue concebida para tráfico de madera, al ser una de las actividades económicas más importantes de la Comarca de Pinares. Contaba con un muelle de carga y una grúa para introducir las mercancías, en este caso madera, en los vagones. Además, llegó a tener hasta cuatro vías de servicio. Es la estación que está a una mayor altitud sobre el nivel del mar (1163 metros). Su estado actual es de completa ruina.
En la actualidad el organismo Adif mantiene en alquiler las antiguas instalaciones.